# EnBW-Affäre
In der EnBW-Affäre geht es um den Rückkauf eines EnBW-Aktienpaketes von der französischen Électricité de France (EDF), den Ende 2010 die baden-württembergische Landesregierung auf Betreiben des seinerzeitigen Ministerpräsidenten Stefan Mappus ohne haushaltsrechtliche Grundlage oder Parlamentsvorbehalt tätigte. Enge persönliche Verflechtungen,
eine ungenügende Dokumentation, widersprüchliche Aussagen und der Wertverfall der Beteiligung führten zu einem parlamentarischen Untersuchungsausschuss, der im Juni 2014 seine Arbeit beendete,
und staatsanwaltlichen Ermittlungen gegen Mappus und weitere Beteiligte,
die letztlich von der Staatsanwaltschaft Stuttgart im Oktober 2014 eingestellt wurden.

## Kauf

### Vorgeschichte
1997 fusionierten die Energie-Versorgung Schwaben und das Badenwerk zu EnBW, dem drittgrößten Energieunternehmen in Deutschland. Der Zweckverband Oberschwäbische Elektrizitätswerke (OEW) hielt 45,01 % der Aktien. Im Januar 2000 verkaufte das Land Baden-Württemberg seinen Aktienanteil von 25,1 % für 2,4 Milliarden € an den französischen Stromkonzern Électricité de France (EDF). EDF hatte danach bis zum Verkauf des Aktienpakets im Dezember 2010 45,01 % der EnBW-Aktien.
Zwischen EDF und OEW gab es einen Konsortialvertrag, der die paritätische Führung zwischen den beiden Großaktionären regelte und ein Vorkaufsrecht auf den Aktienanteil des jeweiligen Konsortialpartners enthielt. Dieser Vertrag sollte mindestens bis Ende 2011 gelten.
Im Sommer 2010 fanden Gespräche zum Beteiligungsverhältnis der EDF mit der Landesregierung von Baden-Württemberg statt. Ministerpräsident Stefan Mappus bekam den Eindruck, dass EDF die Mehrheit bei der EnBW anstrebe oder aber sich von der Beteiligung trennen wolle. Aufgrund persönlicher Freundschaft und guter Beziehungen wurde der Deutschlandchef der Investmentbank Morgan Stanley, Dirk Notheis, von Mappus konsultiert. Mappus entschied, den EnBW-Anteil zu kaufen, um keinen anderen und vielleicht unliebsamen ausländischen Großaktionär im Energieunternehmen zu haben. Das Land wollte sich dabei nicht in das operative Geschäft einschalten und den erworbenen Anteil mittelfristig in Deutschland platzieren.

### Preisfindung
Am 10. November 2010 wurde in Paris erstmals der mögliche Kaufpreis in der Höhe des damaligen Buchkurses von 39,90 Euro zwischen dem Ministerpräsidenten Mappus und dem EDF-Vorsitzenden Henri Proglio angesprochen. Am 26. November 2010 einigten sich Mappus und Proglio telefonisch auf einen Kaufpreis von 40 Euro. Mit der Verrechnung der anstehenden Dividende für das laufende Jahr ergaben sich so 41,50 Euro je Aktie. Das wurde schriftlich am 4. Dezember 2010 den Anwälten der EDF mitgeteilt. (Der endgültige Kaufvertrag konnte immer noch an offenen Vertragsklauseln scheitern.)
Der Rechnungshof Baden-Württemberg stellte später dazu fest: „Vor der Kaufpreisabsprache hat keine Untersuchung zum Wert des Zielunternehmens stattgefunden, die den Grundsätzen des § 7 LHO genügt.“

### Kauf des Aktienpakets

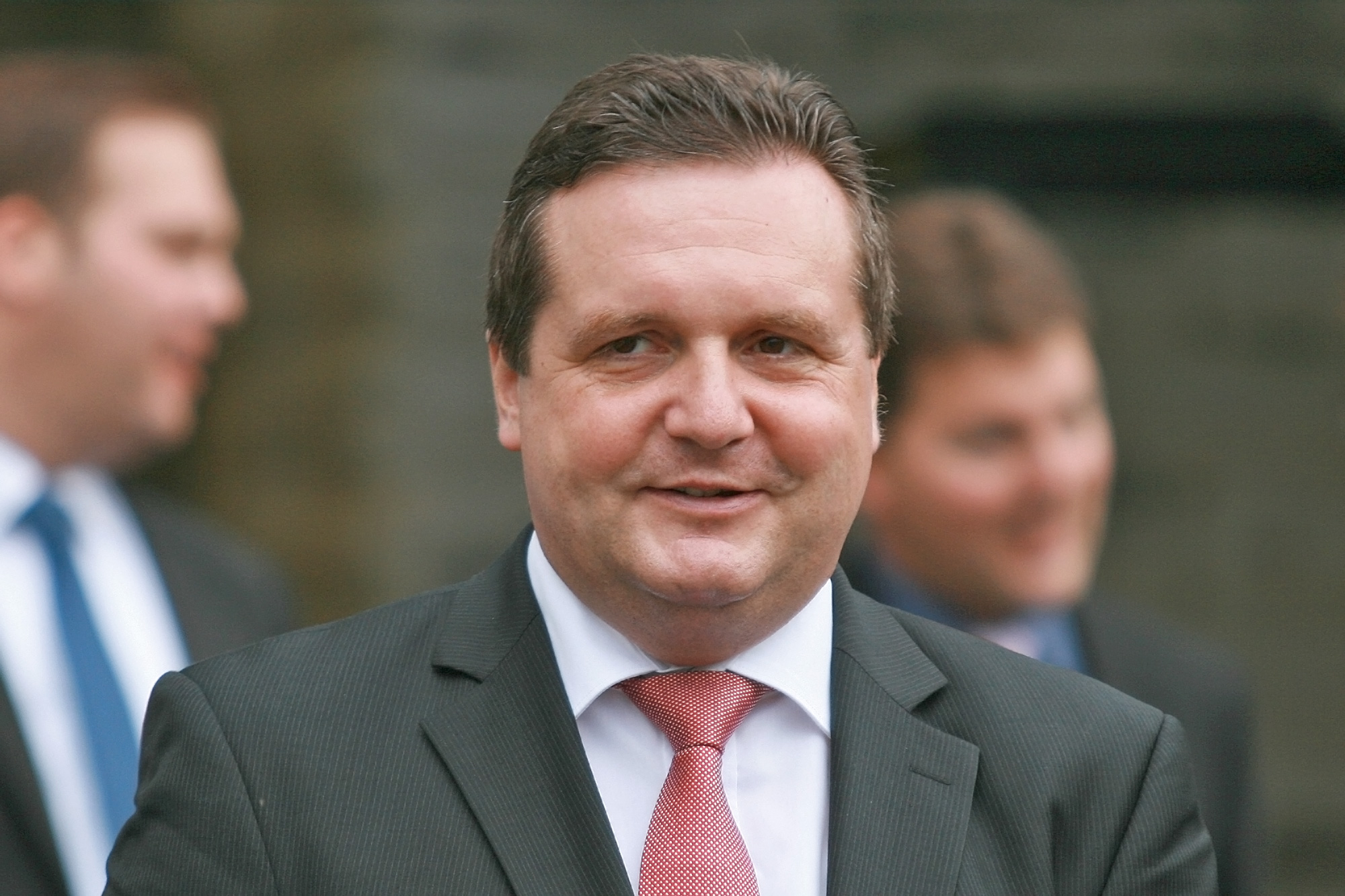
Ministerpräsident Stefan Mappus schloss 2010 den Kauf ab

Am 29. November 2010 teilte Mappus dem Justizminister Ulrich Goll (FDP) mit, dass das Parlament nicht einbezogen werde. Erst in der Kabinettssitzung am 6. Dezember wurde Goll bewusst, „dass wir mit erheblichen rechtlichen Risiken unterwegs sind“. Diese verfassungsrechtlichen Bedenken behielt er für sich.
Am 30. November 2010 wurde die Neckarpri GmbH gegründet, um das Aktienpaket zu erwerben. Geschäftsführer wurde Staatsminister Helmut Rau (CDU).
Am Sonntag, den 5. Dezember 2010 gegen 23 Uhr weihte Mappus den zuständigen Ressortchef Finanzminister Willi Stächele in seine Kaufpläne ein. Mappus begründete die Nichteinschaltung des Parlamentes und den Verzicht auf den Parlamentsvorbehalt mit dem Eintreten eines „[…] unvorhergesehenen und unabweisbaren Bedürfnisses […]“ laut Artikel 81 der Landesverfassung. Die Prüfung, dass das Notbewilligungsrecht nach diesem Verfassungsartikel für den Kauf anwendbar ist, oblag dem zuständigen Finanzminister und wurde durch das Finanzministerium inhaltlich nicht durchgeführt.
Am 6. Dezember 2010 gab Mappus bekannt, den von EDF gehaltenen Aktienanteil an EnBW für das Land Baden-Württemberg gekauft zu haben. Das entsprach einem Anteil von 45,01 % an der EnBW und umfasste 112,5 Millionen Aktien. Die Gesamtkosten, einschließlich 3,9 Millionen Aktien, die in einem anschließenden freiwilligen Übernahmeangebot von den freien Aktionäre erworben wurden, lagen bei 4,83 Milliarden Euro. Bei dem vorherrschenden Zinsniveau waren die Finanzierungskosten niedriger als die erwartete Dividende und so würde ein jährlicher Gewinn für das Land entstehen.

„Der Steuerzahler zahlt nach Abzug aller Kosten nicht nur keinen Cent, am Ende bleibt jedes Jahr ein Mehrwert in Millionenhöhe übrig. Die schwäbische Hausfrau wird von dem Geschäft begeistert sein. Das sieht übrigens auch Bundeskanzlerin Angela Merkel so.“

Kritiker warfen Mappus Machtmissbrauch und mangelnde Transparenz bei der Übernahme vor.
Die Zustimmung des Landtages zu einer Garantie des Landes zur Abdeckung des Kaufpreises wurde nach Unterzeichnung der Kaufverträge am 15. Dezember 2010 eingeholt. Dabei versicherte Mappus dem Plenum, dass die Voraussetzungen für die Notbewilligung durch Gutachten der beratenden Anwaltskanzlei und das Finanzministerium geprüft wären. Die Regierungsvorlage wurde in namentlicher Abstimmung durch die Abgeordneten der Fraktionen von CDU und FDP/DVP angenommen. Die Oppositionsparteien hatten zuvor das Plenum aus Protest mit der Erklärung verlassen: „Wir sind nicht mehr bereit, als Staffage an diesem Abstimmungsprozess teilzunehmen“.
Im Januar 2014 wurde bekannt, dass nach bislang unbekannten Vernehmungsprotokollen die EDF entgegen den Behauptungen von Mappus gar nicht verkaufen wollte, und dass auch kein weiterer ernsthafter Interessent vorhanden gewesen sei; und somit die von Mappus postulierte Dringlichkeit des Kaufs gar nicht vorhanden gewesen sei.

### Rolle von Morgan Stanley
Die Investmentbank Morgan Stanley agierte als Berater der Landesregierung; deren Deutschlandchef war seit Februar 2009 Dirk Notheis; er war bis Juli 2011 Mitglied des CDU-Landesvorstandes von Baden-Württemberg und hatte daher sehr gute Kontakte zu Mappus.
Notheis schaltete René Proglio, den Frankreichchef von Morgan Stanley und Zwillingsbruder von EDF-Chef Henri Proglio auf der Käuferseite in die Verhandlungen ein. Bei einer späteren Zeugenvernehmung erklärte Notheis, es sei bei Morgan Stanley üblich „jemanden im Team zu haben, der die Reaktionsprofile der anderen Seite einschätzen kann oder unter Umständen selbst sich entsprechend einschalten kann“. Einen Interessenkonflikt konnte Morgan Stanley nicht erkennen.
Das Mandat an Morgan Stanley wurde von Mappus am 25. November telefonisch erteilt, nachdem bereits am 10. November 2010 in Paris ein gemeinsames Gespräch zwischen Mappus, Notheis, René Proglio und Henri Proglio stattgefunden hatte. Die Bedingungen des Mandats wurden erst einige Tage später ausgehandelt; das Angebotsschreiben von Morgan Stanley datiert vom 30. November 2010 und enthält Klauseln, dass Morgan Stanley auch Folgeaufträge zur Finanzierung und zur späteren Aktienplatzierung erhalten wird. Vergleichsangebote wurden nicht eingeholt und die haushaltsrechtlichen Grundlagen zur Mandatsvergabe lagen nicht vor. Die Höhe des mit Morgan Stanley vereinbarten Honorars wurde von der damaligen Landesregierung zunächst geheim gehalten. Sie lag nach späteren Angaben bei 0,275 % des anteiligen Preises der erworbenen Aktien und somit weit unter vorherigen Pressevermutungen.
Dirk Notheis zog im Hintergrund für Mappus die Fäden. Im Juni 2012 wurden Einzelheiten des distanzlosen Mailverkehrs wie „Er kann Angela mit seinen Truppen töten“ oder der Kaufpreis sei „mehr als üppig“ bekannt. In einer Mail vom 26. November 2010 schlägt Notheis vor, die Zustimmung der „ordoliberalen“ FDP durch die Aussicht auf einen Aufsichtsratsposten bei der EnBW zu begünstigen.
Morgan Stanley erstellte eine „fairness opinion“, d. h. ein Wertgutachten aufgrund öffentlich zugänglicher Informationen und stellte es der Landesregierung am 4. Dezember Tage nach der Festsetzung des Kaufpreises zur Verfügung.

### Rolle der Kanzlei Gleiss Lutz
Für die rechtlichen Aspekte des Geschäftes beauftragte Morgan Stanley die Kanzlei Gleiss Lutz. Die Kanzlei berichtete nicht direkt an die Landesregierung, sondern an Dirk Notheis. Der Kanzlei wurde später vorgeworfen, nicht ausreichend über die rechtlichen Risiken bei der Inanspruchnahme des Notbewilligungsrechtes und über die beihilferechtlichen Implikationen des Kaufpreises aufgeklärt zu haben. Das Gutachten zum Notbewilligungsrecht ist am 15. Dezember 2010 ausgestellt worden.
Zunächst fand sich Mappus durch die Kanzlei gut beraten. Im Verlauf des parlamentarischen Untersuchungsausschusses kündigte er im Februar 2014 dann eine Schadenersatz-Klage gegen Gleiss Lutz wegen mangelhafter Beratung an. Mitte 2016 wies der Bundesgerichtshof (BGH) in Karlsruhe als höchste Instanz auch diese Klage ab.

### Regierungswechsel 2011
Am 27. März 2011 fand die Landtagswahl in Baden-Württemberg 2011 statt. Sie stand im Zeichen der Proteste gegen Stuttgart 21 und der Nuklearkatastrophe von Fukushima und führte, wie in Umfragen seit Sommer 2010 absehbar, zu einem Regierungswechsel von CDU-FDP hin zu Grün-Rot.
Die Vorgängerregierung Mappus hinterließ im Staatsministerium, wie Vertreter der Nachfolgeregierung sagen, nur wenige Unterlagen zum Beteiligungserwerb. Für seine eigene Verteidigungsstrategie ließ Mappus Unterlagen zum EnBW-Kauf im Umfang von 10 Aktenordnern kopieren. Die Festplatte aus dem Dienstcomputer ließ er entfernen und physisch zerstören.
Die beiden ehemaligen Oppositionsparteien SPD und Grüne, die zuvor gegen den EnBW-Deal protestiert hatten, befassen sich seit dem Regierungswechsel mit diesem Erbe ihrer Vorgängerregierung. Das Handelsblatt schrieb am 17. Oktober 2011:

„Es war, sieht man von der Bankenrettung einmal ab, die größte Verstaatlichung in der Bundesrepublik. Der zu schlampig dokumentierte Deal erschwert die Suche nach den Schuldigen. Die Mappus-Regierung hat nicht viele Spuren hinterlassen. … Gleichzeitig war … [es] das am dilettantischsten abgeschlossene Geschäft dieser Größenordnung, das je eine staatliche Organisation einfädelte. Es verstieß gegen Recht und Gesetz, es missachtete die Hoheit des Parlaments sowie verschiedene Rechts- und Haushaltsgrundsätze – von kaufmännisch ehrhaftem Verhalten einmal ganz abgesehen.“

## Untersuchungen

### Verfassungswidrigkeit
Im Oktober 2011 urteilte der Staatsgerichtshof Baden-Württemberg die Umgehung des Landesparlaments beim Rückkauf der EnBW-Anteile mittels vom damals amtierenden Finanzminister Willi Stächele unterzeichneten Notbewilligungsrecht ist ein Verstoß gegen die Verfassung. Unter politischem Druck trat Stächele am 12. Oktober 2011 vom Amt des Landtagspräsidenten zurück.

### Parlamentarischer Untersuchungsausschuss
Ende 2011 setzte der baden-württembergische Landtag einen parlamentarischen Untersuchungsausschuss zur Überprüfung der Vorgänge ein.

#### Ausschusspannen
Als Vorsitzender wurde der Abgeordnete Ulrich Müller (CDU) auf Vorschlag der größten Fraktion bestimmt. Er ist ein Förderer und enger Weggefährte des Hauptzeugen Mappus (von 1998 bis 2004 war Mappus Staatssekretär bei Umwelt- und Verkehrsminister Müller, bevor er dessen Nachfolger wurde). Als Vorsitzender hatte er immer wieder daran erinnert, dass Interna nicht an die Öffentlichkeit gelangen dürften. Am 14. Februar 2013 gab Müller bekannt, dass er Stefan Mappus mehrfach darüber informiert habe, was im Ausschuss vor sich geht. Des Weiteren habe er Mappus unter anderem kritische Analysen und Zusammenfassungen aus öffentlichen Sitzungen weitergeleitet.
Im Oktober 2012 wurde Landtagspräsident Guido Wolf (CDU) vom Landesjustizminister auf ein Leck im Untersuchungsausschuss und mögliche Verstöße gegen das Untersuchungsausschussgesetz hingewiesen, denen er nicht nachging.
Im Februar 2013 musste Ulrich Müller als Vorsitzender und Mitglied des Untersuchungsausschusses zurücktreten, weil er mehrere interne Unterlagen an Mappus übergeben hatte und dies aus Dokumenten hervorging, die die Staatsanwaltschaft bei Mappus beschlagnahmt hatte. Auch der CDU-Obmann Volker Schebesta und im Juni 2013 der stellvertretende CDU-Parteivorsitzende Winfried Mack mussten aus dem Untersuchungsausschuss zurücktreten, weil sie Interna an Mappus weitergegeben hatten.

#### Ausschussarbeit
Der erste Termin erfolgte zunächst nichtöffentlich, die weiteren konnten unter Beteiligung der Öffentlichkeit stattfinden. Auch ein anfänglicher Anspruch von Morgan Stanley auf Wahrung der Vertraulichkeit wurde bald aufgegeben.
Ende Februar 2012 teilte die EDF der baden-württembergischen Staatsregierung mit, dass sie auf Mappus’ Schweigepflicht bezüglich der bis dato geheim gehaltenen und weiter geheim zu haltenden Rückkaufsvertragsbestandteile beharre. Die Landesregierung ging davon aus, dass Mappus zum größten Teil des Vertrags Stellung nehmen könne und solle, da die meisten Teile mittlerweile öffentlich zugänglich geworden seien; er selbst gab an, dies auch zu wollen. Am 9. März 2012 sagte Mappus zum ersten Mal ausführlich vor dem Untersuchungsausschuss aus (eine umfassende Aussagegenehmigung war noch rechtzeitig ergangen): es sei alles mit rechten Dingen zugegangen, allerdings sei der Vorgang „außerordentlich grenzwertig, aus Respekt vor Parlament als im Regelfall nicht gangbar und als Zumutung für die Verwaltung“ gewesen. Er verteidigte, rechtfertigte und lobte den erfolgten Rückkauf des Aktienpaketes. Ex-Finanzminister Stächele hingegen sah sich zunächst getäuscht. Bei seiner Aussage am 30. März 2012 vor dem Untersuchungsausschuss wiederholte er, alles sei mit rechten Dingen zugegangen. Dirk Notheis bezeichnete den Rückkauf als legitim.

### Schiedsgerichtsklage
Am 16. Februar 2012 legte der baden-württembergische Finanzminister und Vizeministerpräsident Nils Schmid (SPD) einen Tag vor Fristablauf Schiedsklage vor der Internationalen Handelskammer (ICC) mit Sitz in Paris ein. Mit ihr sollte geklärt werden, ob EDF einen überhöhten Preis für den Rückverkauf der EnBW-Anteile bekommen hat. Die Möglichkeit eines solchen Schiedsverfahrens war im Kaufvertrag festgelegt worden. Das Schiedsgericht aus je einem Vertreter beider Seiten und einem gemeinsam bestellten Vorsitzenden hat Befugnisse und Kompetenzen eines ordentlichen Gerichts. Im Mai 2016 teilte das Finanzministerium Stuttgart mit, dass der Internationale Schiedsgerichtshof der ICC die Klage des Landes Baden-Württemberg auf die Rückzahlung eines Teils des Kaufpreises abgelehnt hat. Die Schiedsklage hatte eine Rückzahlung in Höhe von etwa 840 Millionen Euro gefordert.

### Gutachten
Im Juni 2012 wurde ein Gutachten Ankauf der EnBW-Anteile durch das Land des Rechnungshofes fertiggestellt.
Es kommt anhand der Kriterien der Landeshaushaltsordnung (LHO) u. a. zu folgenden Feststellungen:
- Alternativen zum Kauf wurden nicht geprüft.
- Vor der Kaufpreisabsprache hat keine ausreichende Wertermittlung des Zielunternehmens stattgefunden.
- Die möglichen Risiken wie z. B. Werthaltigkeit der Beteiligungen und Rechtsrisiken wurden nicht ausreichend gewürdigt.
- Ein Parlamentsvorbehalt wäre zwingend erforderlich gewesen (siehe Verfassungswidrigkeit).

Am 21. November 2013 veröffentlichte die Staatsanwaltschaft Stuttgart das Ergebnis eines von ihr beauftragten Gutachtens, das prüfen sollte, ob der Kaufpreis für das Aktienpaket angemessen war.
Der Gutachter, der Finanzwissenschaftler Wolfgang Ballwieser, kommt hierbei zu dem Ergebnis, die damalige CDU-geführte Landesregierung habe 780 Millionen Euro (bzw. 20 Prozent) zu viel bezahlt – statt 34,58 Euro pro Aktie 41,50 Euro. In einem von der Verteidigung von Dirk Notheis in Auftrag gegebenen Gegengutachten des der Finanzwissenschaftlers Henner Schierenbeck ergibt sich bei gleicher Bewertungsmethodik mit 46,42 bis 51,83 Euro je Aktie ein weit höherer Wert als der Kaufpreis; Schierenbeck will im Gutachten von Ballwieser „eklatante Mängel“ erkannt haben.

### Staatsanwaltliche Ermittlungen
Nach Veröffentlichungen des Landesrechnungshofgutachtens wurden am 11. Juli 2012 wegen des Verdachts auf Untreue bzw. Beihilfe zur Untreue Privat- und Büroräume von Mappus und Notheis von Ermittlern durchsucht. Gegen den früheren CDU-Landesfinanzminister und Landtagspräsidenten Willi Stächele wurde im Zusammenhang mit der von ihm unterzeichneten Notbewilligung und gegen den früheren Staatsminister Helmut Rau im Zusammenhang mit seiner Geschäftsführertätigkeit bei der Neckarpri GmbH ebenfalls Ermittlungen wegen des Verdachts auf Untreue eingeleitet.
Ende Oktober 2012 wollte Mappus die Weitergabe der bei der Durchsuchung sichergestellten elektronischen Unterlagen, darunter eine Kopie der im Staatsministerium nach seinem Amtsende zerstörten Festplatte, durch die Staatsanwaltschaft Stuttgart an den parlamentarischen Untersuchungsausschuss zur EnBW-Affäre wegen der darin enthaltenen privaten Daten und der dann damit einhergehenden „Verletzung des Rechtes auf informationelle Selbstbestimmung“ durch das Oberlandesgericht Stuttgart verbieten lassen; dieses Ansinnen wies das OLG Mitte November zurück.
Seit Februar 2013 ermittelt die Staatsanwaltschaft, weil Informationen aus geheimhaltungsbedürftigen Mappus-Unterlagen an die Öffentlichkeit geraten sind.
Am 28. Oktober 2014 hat die Staatsanwaltschaft Stuttgart das 2012 eingeleitete Ermittlungsverfahren gegen Mappus, Rau, Stächele und Notheis im Zusammenhang mit dem Erwerb der EnBW-Aktien durch das Land Baden-Württemberg wegen des Verdachts der Untreue bzw. der Beihilfe zur Untreue eingestellt.

### Entwicklung der Beteiligung
Aus dem Jahresabschluss der Neckarpri zum 30. Juni 2012 ergibt sich folgende Entwicklung: Der von Wirtschaftsprüfern geschätzte Wert der Beteiligung verringerte sich 2011 auf 3,8 Mrd. Euro und 2012 auf 3,6 Mrd. Euro. Eine Abschreibung auf den Wertverlust musste die Gesellschaft jedoch nicht vornehmen, da das Land über eine Wertgarantie für den Verlust bürgt. Die Dividende der EnBW betrug 2011 1,53 Euro und 2012 0,85 Euro; das führte für die landeseigene Neckarpri 2011 zu einem Gewinn von 127 Mio. Euro, 2012 zu einem Verlust von 26 Mio. Euro und 2013 zu einem Verlust von 36 Mio. Euro.
Im Oktober 2016 wurde bekannt, dass das Land Baden-Württemberg der Neckarpri GmbH 2017 über 120 Millionen Euro frisches Geld zuführen muss. Offenbar reicht die Dividende der EnBW nicht mehr zur Deckung ihrer Kreditkosten aus. Ende 2020 lag aufgrund positiver Entwicklungen der Wert der Anteile des Landes Baden-Württemberg an EnBW über den Anschaffungskosten. Die Neckarpri geht zu diesem Zeitpunkt davon aus, künftig ohne weitere Zuschüsse des Landes auszukommen. Gemäß der Marktkapitalisierung der EnBW zum 5. April 2022 in Höhe von 23,02 Mrd. Euro ergibt sich ein ungefährer Wert der EnBW-Beteiligung des Landes Baden-Württemberg von 10,36 Mrd. Euro. Diesem Wert stehen kumulierte Anschaffungskosten von 5,248 Mrd. Euro entgegen.